# أنطونيو اللشبوني
أنطونيو من لشبونة (أو من بادوفا) (بالإيطالية: Sant'Antonio di Padova؛ بالبرتغالية: Santo António de Lisboa ؛باللبنانية: مار مطانيوس البدواني) هو من قديسي الكنيسة الرومانية الكاثوليكية ولد عام 1195 في لشبونة وتوفي بتاريخ 13 يونيو عام 1231 في مدينة باذوة الإيطالية. فعلى الرغم من أن أنطونيو برتغالي الجنسية إلا أنه عاش معظم أيام حياته الرهبانية في إيطاليا.

## حياته
ولد أنطونيو لعائلة ثرية كانت تريد تنشأته ليصبح من النبلاء ولكن أنطونيو اختار عوضاً عن ذلك الدخول لدير تابع للرهبنة الأوغسطينية، وبعد أن أتم دراساته اللاهوتية رُسم راهباً وأوكلت إليه مهمة الضيافة في الدير. وبحسب هذه الوظيفة استقبل عام 1219 خمسة رهبان فرنسيسكانيين وتأثر كثيراً بحياتهم البسيطة التي تتميز بها رهبنتهم. كان هؤلاء الرهبان في طريقهم إلى المغرب للتبشير بالمسيحية بين أهل المنطقة، وفي شهر فبراير عام 1220 عادت جثثهم من المغرب مقطوعة الرؤوس وممثل بها واعتبروا من شهداء الكنيسة. كان لذلك الحدث وقعاً كبيراً في نفس أنطونيو الذي أراد بدوره أن يكون شهيداً لإيمانه وهكذا انضم للرهبنة الفرنسيسكانية وهو في السادسة والعشرين من عمره.
قرر أنطونيو بعدها الذهاب إلى المغرب ليبشر فيها ولكن عند وصوله إليها أصيب بمرض أضعفه جداً واضطره للعودة إلى بلاده، ولكن في طريق العودة تحطمت سفينته بالقرب من صقلية فسافر من هناك إلى أسيزي في إيطاليا واعتكف في مغارة في سان باولو. لم يكن أنطونيو يغادر مغارته إلا للمشاركة في القداس وللتنظيف في دير مجاور، وفي أحد الأيام دفعه الرهبان لأن يلقي بهم عظة روحية فاستجاب لطلبهم وخطب بهم بكلمات بليغة وعميقة المعاني كان لها أكبر الأثر في مسامعهم، ومنذ ذلك اليوم ابتدأ أنطونيو يجول في إيطاليا وفرنسا يعلم الإنجيل ويبشر بإيمانه بين الناس.

## متفرقات
عُرف أنطونيو في الأوساط الكنسية بـ (مطرقة الهراطقة) وذلك لقيامه بتعليم العقيدة الكاثوليكية حتى في أوساط الذين كانوا يوصفون بالمنشقين عن الإيمان. قيل عنه بأنه كان متكلماً بارعأ وخطيباً مفوهاً فتحكي عنه أسطورة شعبية بأنه في إحدى المرات أراد أن يحدث مجموعة من الهراطقة عن الإيمان المسيحي ولكنهم رفضوا فاستدار وابتدأ يعظ الأسماك التي أصغت له بانتباه إلى أن صمت وظل لسانه بعد وفاته لم يفسد وقد وضع في إناء منفصل عن جسده. وتحكي رواية أخرى عنه بأن حظي بزيارة معجزية من المسيح الذي جاءه في رؤيا بهيئة طفل.
يقال عنه أنه شفيع الأشياء الضائعة والبحارين والصيادين.

### شفيع
شفيع في كل من البلدات الأتية: البرتغال، إيطاليا، البرازيل، لشبونة، المسافرون في البحر - الجياع - الهنود الأمريكيين.

### عيده
عيده يوم 13 يونيو الموافق يوم وفاته.